# Templerkapelle (Laon)

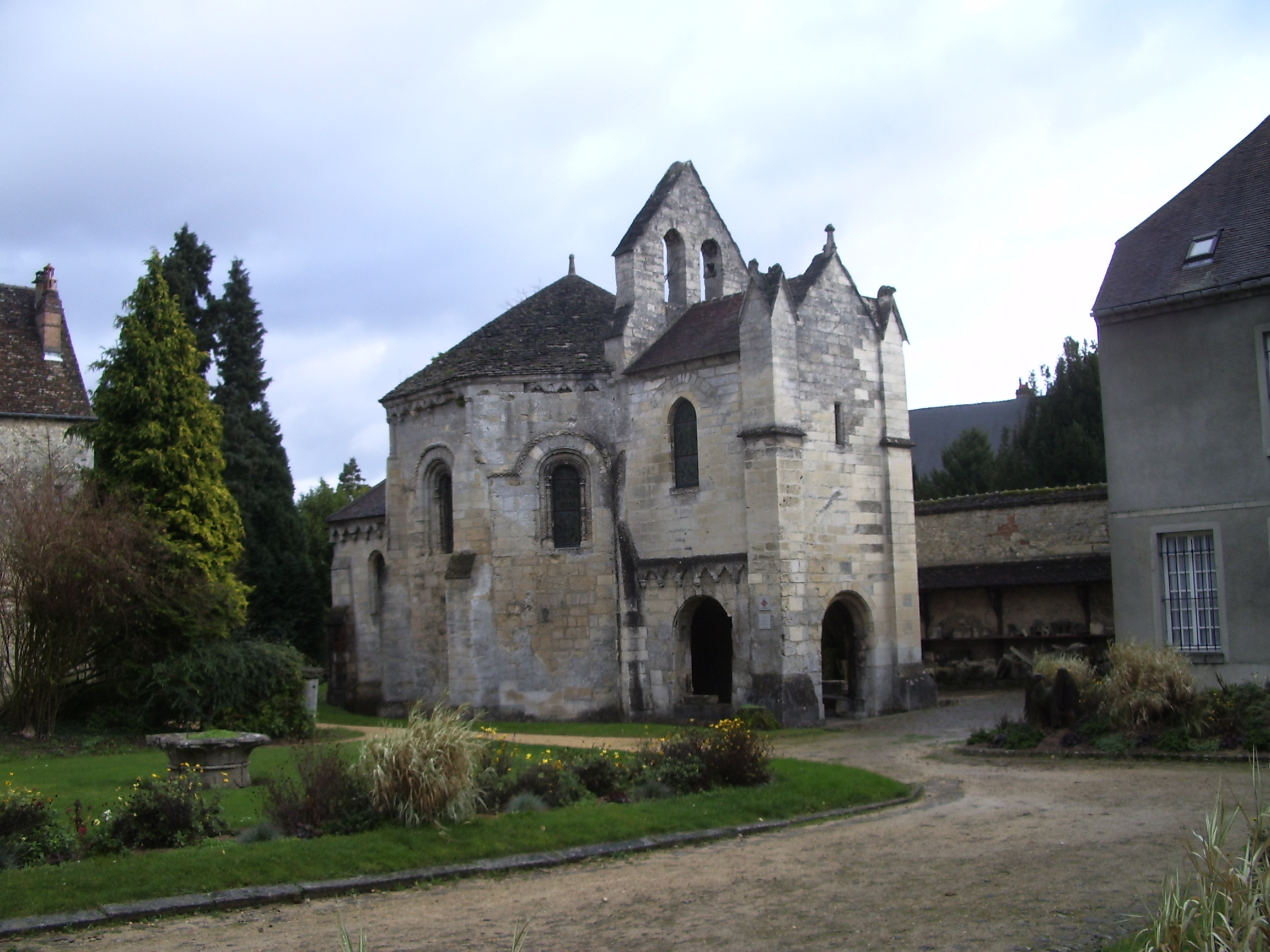
Templerkapelle in Laon

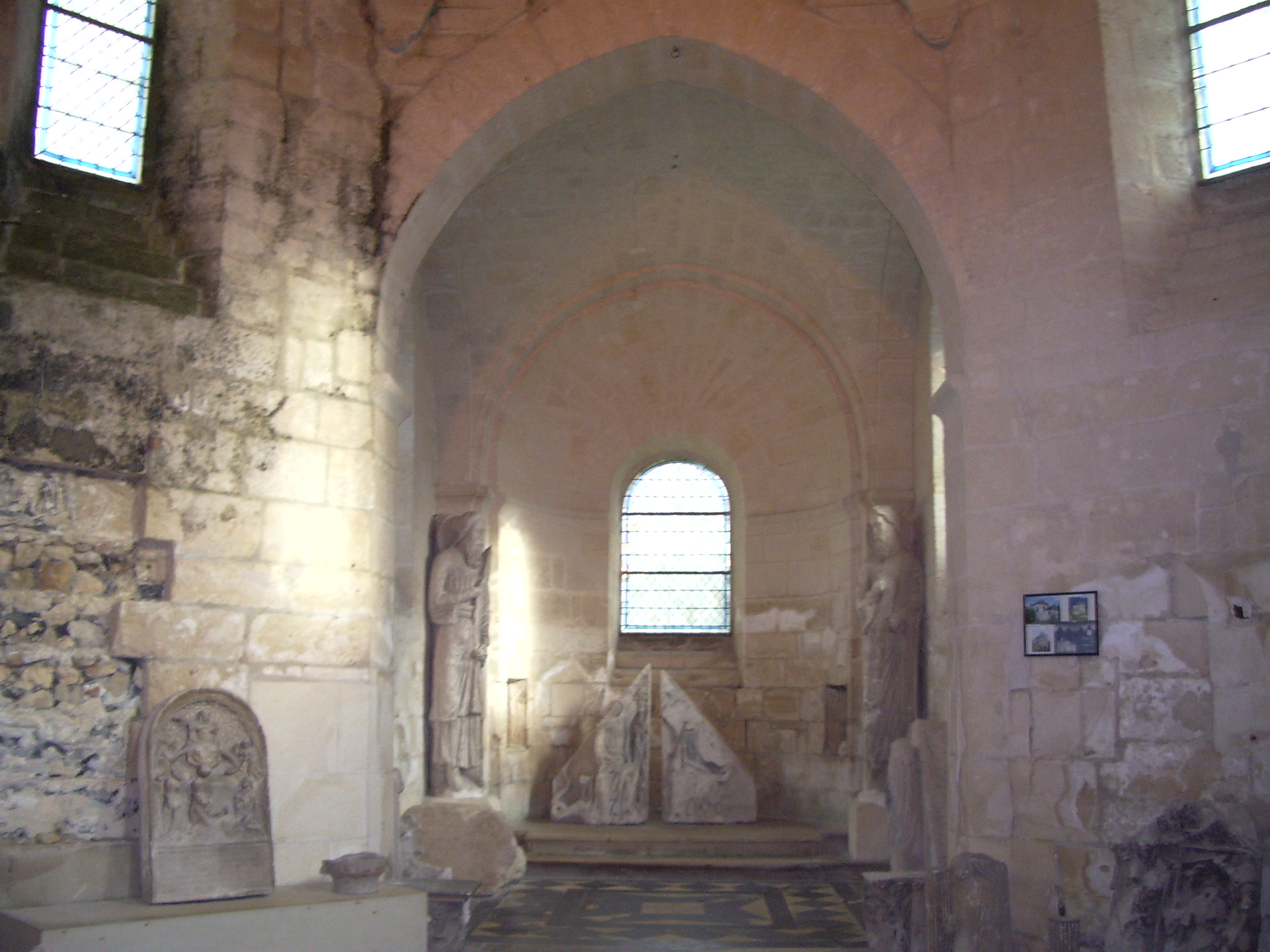
Apsis der Templerkapelle

Die spätromanische Templerkapelle im französischen Laon (Département Aisne) ist ein ehemaliger Sakralbau des im Jahr 1312 aufgelösten Templerordens. Die Kapelle ist bereits seit 1846 als  Monument historique klassifiziert.

## Geschichte
Die Templer errichteten im Jahr 1134 in Laon eine Komturei, die nach der Auflösung des Ordens in den Besitz des Johanniterordens (später Malteser) überging.
Die oktogonale Kapelle der Komturei wurde um 1140 nach dem entfernten Vorbild der Rotunde der Jerusalemer Grabeskirche als Zentralbau erbaut; darüber hinaus erhielt sie einen Vorbau und einen zweigeteilten Glockengiebel. Anregend für den Bau wirkten jedoch auch unmittelbare Bauwerke der Umgebung, wie die nicht mehr erhaltene Kapelle der Benediktinerabtei Saint-Vincent in Laon. Die Kapelle diente ihrerseits der etwas später in Metz errichteten Templerkapelle zum Vorbild.
Heute ist die Kapelle frei zugänglich; sie gehört zum Musée d’art et d’archéologie de Laon und beherbergt Fundstücke mittelalterlicher Archäologie.